# Canadá en los Juegos Olímpicos de Lillehammer 1994
Canadá estuvo representado en los Juegos Olímpicos de Lillehammer 1994 por un total de 95 deportistas que compitieron en 10 deportes.  
El portador de la bandera en la ceremonia de apertura fue el patinador artístico Kurt Browning.

## Medallistas
El equipo olímpico canadiense obtuvo las siguientes medallas:
| Nombre                                                           | Deporte                              | Competición      |
| ---------------------------------------------------------------- | ------------------------------------ | ---------------- |
| Oro                                                              |                                      |                  |
| Myriam Bédard                                                    | Biatlón                              | 7,5 km sprint F  |
| Myriam Bédard                                                    | Biatlón                              | 15 km F          |
| Jean-Luc Brassard                                                | Esquí acrobático                     | Baches M         |
| Plata                                                            |                                      |                  |
| Philippe LaRoche                                                 | Esquí acrobático                     | Salto aéreo M    |
| Equipo                                                           | Hockey sobre hielo                   | Torneo M         |
| Elvis Stojko                                                     | Patinaje artístico                   | Individual M     |
| Susan Auch                                                       | Patinaje de velocidad                | 500 m F          |
| Nathalie Lambert                                                 | Patinaje de velocidad en pista corta | 1000 m F         |
| Christine Boudrias Isabelle Charest Angela Cutrone Sylvie Daigle | Patinaje de velocidad en pista corta | 3000 m relevos F |
| Bronce                                                           |                                      |                  |
| Ed Podivinsky                                                    | Esquí alpino                         | Descenso M       |
| Lloyd Langlois                                                   | Esquí acrobático                     | Salto aéreo M    |
| Isabelle Brasseur Lloyd Eisler                                   | Patinaje artístico                   | Parejas          |
| Marc Gagnon                                                      | Patinaje de velocidad en pista corta | 1000 m M         |